# Plateau Chatsky

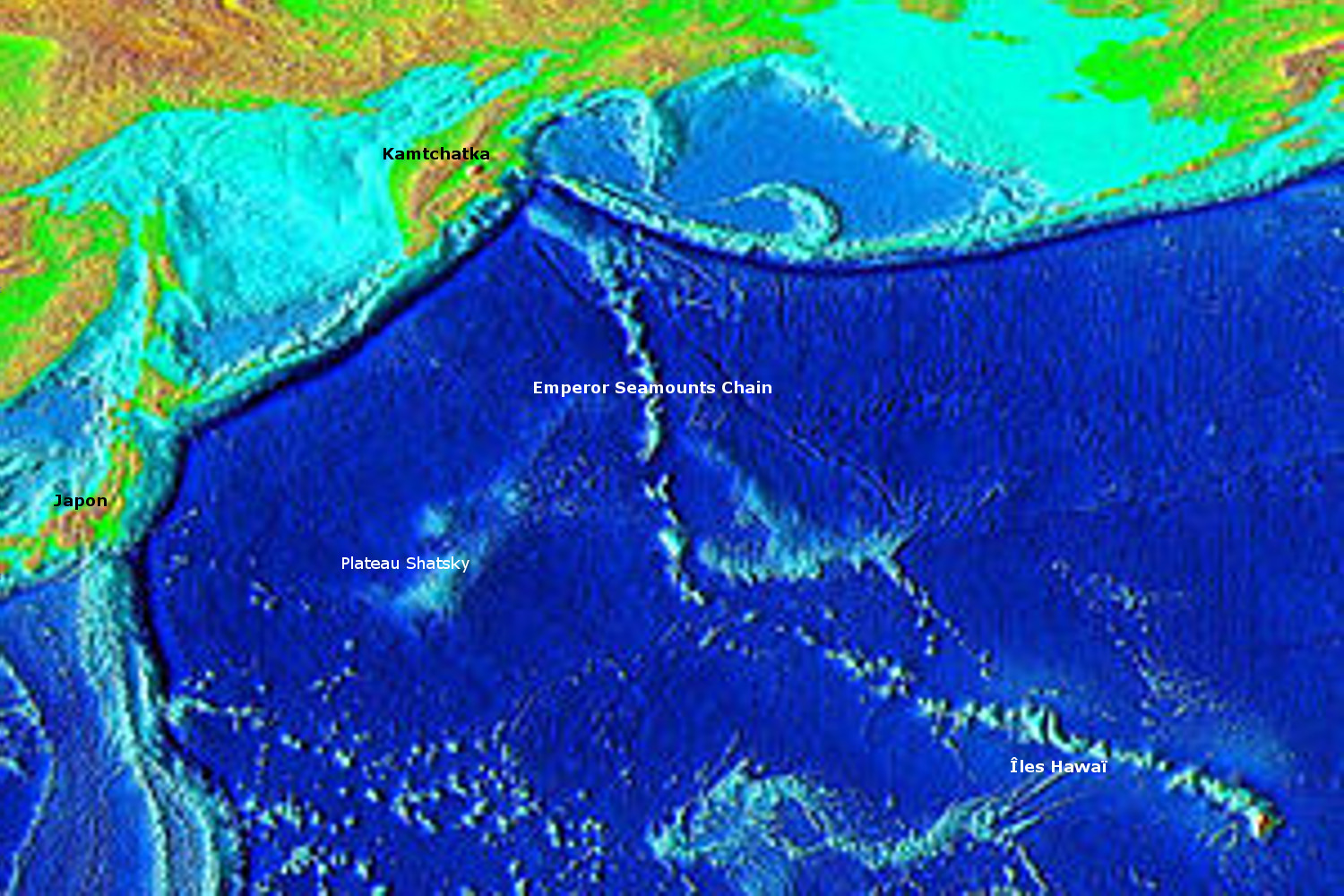
Localisation du plateau Chatsky.

Le plateau Chatsky, souvent désigné par son nom anglais Shatsky Rise, est un vaste plateau océanique reposant sur le plancher de l'océan Pacifique. Situé dans le nord-ouest de cet océan, donc à l'est du Japon, il est bordé au nord par la péninsule du Kamtchatka, à l'ouest par le Japon et à l'est par les îles Hawaï. Il se serait formé à la fin du Jurassique et au début du Crétacé à la jonction de trois plaques tectoniques, les plaques Pacifique, Farallon et Izanagi. Il abrite le massif Tamu.
Le plateau Chatsky est ainsi nommé en l'honneur de Nikolaï Chatsky (1895-1960), un géologue soviétique spécialiste de la tectonique des plaques. 